# Mihajlo Višević
Mihajlo Višević (srbsko Михаило Вишевић, latinizirano: Mihailo Višević), znan kot Mihajlo Zahumski (Михаило Захумски, Muhailo Zahumski) je bil od okoli 910 do okoli 935 vladar Zahumja (latinsko Chulmorum). V pisnih virih se omenja kot arhont Zahumja, duks Zahumja, duks Slovanov in leta 926 celo kot kralj Slovanov. Domneva se, da je imel slovanski naziv knez. Za Mihajla ni jasno, ali je bil do leta 924 vazal Srbije in po njenem zlomu morda vazal Bolgarije. Videti je, da je njegova moč znatno porasla prav po letu 924, ko je začel voditi agresivno politiko in znatno razširil svoje ozemlje, s čimer je postal eden od najpomembnejših vladarjev na Jadranskem morju. 

## Poreklo
Bizantinski cesar Konstantin VII. Porfirogenet je v svojem delu De administrando imperio zapisal: 
Pleme patricija in prokonzula Mihajla, sina Viševca (τοῦ Βουσεβούτζη), arhonta Zahumja, izvira iz nekrščenih prebivalcev, ki živijo ob reki Visli (Βίσλα) ...
Omemba Visle morda kaže na pradomovino prebivalcev Zahumja. Viševići so bili dejansko stranska veja Vlastimirovićev, ki se je začela s knezom Višeslavom. 
Zahumje je obsegalo del današnje vzhodne Hercegovine in del jugozahodne Hrvaške. O prebivalstvu Zahumja je Konstantin VII.  zapisal, da ga tvorijo Srbi, ki so na Balkan prišli skupaj z drugimi Srbi, in da so imeli v 10. stoletju pet naseljenih mest, od katerih je nesporno znan samo Ston, ki je bil ena od prestolnic Mihajla Zahumskega.

## Zavezništvo s Simeonom I. Bolgarskim
Najzgodnejša omemba Mihajla v pisnih  virih je iz leta 912. Beneški kronist Ivan Diakon je zapisal, da je Petra, sina beneškega doža Orsa II. Participacija, na njegovem povratku z diplomatske misije v Konstantinopel na ozemlju Zahumja tik pred vstopom na Hrvaško izdajalsko ujel Mihajlo, knez Slovanov (dux Sclavorum), in ga kot darilo poslal bolgarskemu carju Simeonu I. Mihajlo je bil od leta 912 uspešen zaveznik Simeona I., ki je organiziral več uspešnih pohodov proti Bizantinskemu cesarstvu.
Simeonov prihod na oblast je predstavljal tako veliko nevarnost za Bizantinsko cesarstvo, da je povsod iskalo zaveznike. Leon Rabduh, strateg Drača, je enega od njih našel v srbskem vladarju Petru Gojnikoviću, do leta 897 podložniku Bolgarskega cesarstva. Peter je širil svojo oblast  proti zahodu, zato se zdi, da mu je prav prišel ozemeljski konflikt z Mihajlom. Cesar Konstantin piše, da je Mihajlo, ljubosumen zaradi Petrovih dosežkov, na to opozoril Simeona. Simeon je napadel Srbijo in ujel Petra Gojnikovića, ki je leta 917 umrl v ječi. Večina zgodovinarjev vojno proti Srbiji datira  v leto 917, ko je Simeon pobil večji del prodirajoče bizantinske vojske po njenem pristanku v Anhialu (zdaj Pomorie, Bolgarija). Leta 924 je Simeon osvojil Srbijo in jo namesto da bi imenoval vazala, ki bi vladal v njegovem imenu, Srbijo vzel pod svojo neposredno oblast. S tem je postal mejaš z Mihajlom Viševićem in Hrvaško pod kraljem Tomislavom, ki je takrat imela dobre odnose z Bizancem. Mihajlo je verjetno ostal zvest Simeonu do carjeve smrti leta 927.

## Splitska cerkvena zbora
Viri kažejo, da je bil Mihajlo sredi 920. let vpleten tudi v cerkvene zadeve na Hrvaškem. Na cerkvenih zborih leta 925 in 928 je bila uradno ustanovljena in potrjena Splitska nadškofija, ki je obsegala celo Dalmacijo in ne samo bizantinskih dalmatinskih mest. Drugo pomembno vprašanje, ki je vzbujalo zaskrbljenost v Cerkvi, je bil jezik bogoslužja: od spreobrnitve Slovanov v krščansko vero, ki sta jo opravila Ciril in Metod stoletje pred tem, so se v cerkvah na slovanskem ozemlju uporabljali slovanski jeziki in ne latinščina.
Historia Salonitana Tomaža Arhidiakona, katere pisanje se je začelo morda v poznem 13. stoletju, navaja pismo papeža Janeza X. hrvaškemu kralju Tomislavu, v katerem se papež nekoliko podrobneje sklicuje na prvi splitski zbor. Če je pismo verodostojno, kaže, da so se zbora poleg škofov hrvaške in bizantinske Dalmacije udeležili tudi Tomislav, čigar ozemlje je vključevalo tudi bizantinska mesta v Dalmaciji, in številni Mihajlovi predstavniki. Papež v pismu opisuje Mijhajla kot odličnega kneza Zahumja (excellentissimus dux Chulmorum). Odnosov med Mihajlom in Tomislavom ne omenja noben vir. Nekateri zgodovinarji so Mihajlovo udeležbo na cerkvenem zboru in razliko med nazivoma obeh vladarjev vzeli za možen dokaz, da se je Mihajlo podredil hrvaškemu kralju. John V.A. Fine se s tem sklepanjem ne strinja in pravi, da so dogodki za vso Dalmacijo predstavljali tako pomembno cerkveno zadevo, da so se zagotovo dogajali pod papeško avtoriteto. Zdi se tudi, da je Mihajlo ostal nevtralen med vojno Hrvaške in Bolgarije leta 926, kar bi lahko pomenilo, da je bil v dobrih odnosih z vladarjema obeh držav. Za upodobitev in napis slovanskega vladarja v cerkvi sv. Mihaela v Stonu se še vedno ne ve, ali se nanašata na Mihajla Zahumskega, Mihajla I. Dukljanskega iz 11. stoletja ali  samega svetega Mihaela.
10. julija 926 je 'Michael, rex Sclavorum' zavzel pristanišče Siponto v Apuliji, ki je bilo pod oblastjo Bizanca. Zdi se, da Mihajlo takrat ni deloval niti kot zaveznik bizantinskega cesarja niti kot reševalna vojska proti Arabcem, Langobardom ali kateremu koli drugemu sovražniku. Edini sovražnik, ki je leta 926 grozil Sipontu, je bil prav on kot zaveznik Bolgarije. V enem od opisov odprave naj bi Siponto zasedel kot poveljnik Tomislavove  hrvaške mornarice, ki naj bi pregnala Saracene iz tega dela južne Italije in osvobodila mesto. Ker je Mihajlo domnevno izropal mesto, je njegov položaj osvoboditelja malo verjeten. Zanimivo je, da Konstantin VII. v De administrando imperio ne omenja niti Mihajlove odprave v Italijo niti cerkvenih zborov v Splitu.

## Kasnejša leta
Konstantin VII. omenja Mihajla kot kneza (arhonta) Zahumja, vendar zanj uporablja tudi zveneče nazive bizantinskega dvora, kot sta antipat in patricij (patrikios). Ti nazivi so se razlagali kot odraz njegovega bolj podrejenega položaja po Simeonovi smrti leta 927, ko je Mihael izgubil bolgarsko podporo in je potreboval kakršen koli visoko zveneč naslov.
Mihael se v virih v dogodkih po letu 925 nič več ne omenja, vendar zgodovinar Fine meni, da je njegova vladavina trajala do 940. let. Časlav Klonimirović, ki je vladal v Srbiji po Simeonovi smrti, je morda zasedel del Mihajlovega ozemlja, medtem ko je pred Mihajlom branil Travunijo, vendar za to domnevo ni nobenega dokaza. V De administrando imperio je Zahumje jasno navedeno kot ločena država. Tomaž Arhidiakon iz 13. stoletja je trdil, da je bilo Zahumje pred in po Štefanu Držislavu (969–997) vključeno v Hrvaško kraljestvo, vendar je tudi ta trditev sporna.